# Jugendschöffengericht
Das Jugendschöffengericht ist ein Jugendgericht, das über Verfehlungen Jugendlicher und Heranwachsender entscheidet. Wie alle Jugendgerichte, können Jugendschöffengerichte auch zuständig sein, wenn Straftaten oder Verfehlungen durch Erwachsene Kinder bzw. Jugendliche oder den Jugendschutz betreffen (§ 26 GVG). Es ist ein Spruchkörper beim Amtsgericht und besteht aus einem hauptamtlichen Richter als Vorsitzendem und zwei Jugendschöffen. In der Hauptverhandlung sollen dies ein Mann und eine Frau sein. Außerhalb der Hauptverhandlung wirken sie nicht an Entscheidungen mit. (§ 33a)

## Zuständigkeit
Das Jugendschöffengericht ist gemäß § 40 JGG für alle Verfahren gegen Jugendliche (14 bis unter 18 Jahre) und Heranwachsende (18 bis unter 21 Jahre) zuständig, für die nicht der Jugendrichter oder die Jugendkammer beim Landgericht zuständig ist. Das sind also insbesondere die Fälle, in denen mit der Verhängung einer Jugendstrafe zu rechnen ist. Selbstverständlich ist das Jugendschöffengericht letztlich nicht gehindert, wie der Jugendrichter lediglich Erziehungsmaßregeln oder Zuchtmittel zu verhängen. Darüber hinaus können auch Jugendschutzsachen, also Straftaten gegen Jugendschutzbestimmungen oder bei denen Kinder oder Jugendliche geschädigt wurden, beim Jugendschöffengericht angeklagt werden (§ 26 GVG).

## Abgrenzung zur Jugendkammer
In Abgrenzung zur Jugendkammer besteht keine Zuständigkeit des Jugendschöffengerichts, wenn die Straftat nach den allgemeinen Vorschriften zur Zuständigkeit des Schwurgerichts gehört (Tötungsdelikte). Gleiches gilt wegen der beschränkten Strafgewalt des Amtsgerichts auch bei verbundenen Verfahren mit angeklagten Erwachsenen, wenn für diese die Große Strafkammer des Landgerichts zuständig wäre. 
Das Jugendschöffengericht kann Jugendstrafe bis zu zehn Jahren verhängen. In Jugendschutzsachen gegen Erwachsene oder wenn es bei einem Heranwachsenden allgemeines Strafrecht anwendet, kann es ebenso wie das Schöffengericht höchstens auf vier Jahre Freiheitsstrafe erkennen. 
Wie alle Jugendgerichte tagt auch das Jugendschöffengericht in nichtöffentlicher Sitzung, wenn sämtliche Angeklagten Jugendliche sind.
Gegen die Urteile des Jugendschöffengerichts können die Rechtsmittel der Berufung und der Revision eingelegt werden. Im Falle der Verhängung von Jugendstrafe kann auch das Rechtsmittel der Sofortigen Beschwerde eingelegt werden, wenn durch die Entscheidung die Aussetzung einer Jugendstrafe (zur Bewährung) angeordnet oder abgelehnt wurde (§ 59JGG).